# Jaume Rovira i Freixa
Jaume Rovira i Freixa   (Sentmenat, 29 de juny de 1951) és un dibuixant de còmic i animador català, adscrit a la tercera generació o generació del 70 de l'Escola Bruguera, juntament amb autors com Casanyes, Esegé, els germans Fresno, Joan March o Rafael Vaquer.

## Biografia
Va estudiar Filosofia i Literatura a la Universitat de Barcelona, llicenciant-se en Història de l'Art i va començar els estudis en Història Contemporània, que no va acabar. També va estudiar dibuix clàssic i pintura al Centre Manolo Hugué de Caldes de Montbui. A més d'açò va rebre classes de còmic i caricatura (amb Josep Escobar) i d'escriptura de guions (amb Jordi Bayona i Armando Matías Guiu). Va fer el seu debut en els còmics en 1969, treballant per a revista infantil El DDT creant el personatge Pepe.

## Inicis al còmic
El dibuix de Rovira, un dels dibuixants de la casa amb un traç més fi i agradable, té també, paradoxalment, grans influències de Manuel Vázquez, ja que quan va entrar a treballar a Bruguera va ser entintador seu.
Va publicar els seus treballs a les revistes juvenils: Din-Dan (Hotel mediaestrella i Vicente el dependiente), Pulgarcito, Tio Vivo, Mortadelo (Segis y Olivio o Los dibujantes también lloran), Garibolo, Zipi y Zape (Cinco amiguetes o Angel), TBO (Obseso Pisafondo) i Guai!. Per al mercat danès va dibuixar per a empreses en l'òrbita de Disney. Així és com ell va poder signar pàgines de personatges com l'Ànec Donald, Muzzy, Opi i Ipo i Ànec Kwak. També va ser dibuixant freelance, i fruit d'això hi va dibuixar molts pòsters, il·lustracions i storyboards.